# EHF Champions League der Frauen 2011/12
An der EHF Champions League 2011/12 nahmen insgesamt 32 Handball-Vereinsmannschaften teil, die sich in der vorangegangenen Saison in ihren Heimatländern für den Wettbewerb qualifiziert hatten. Es war die 52. Austragung der EHF Champions League bzw. des Europapokals der Landesmeister. Die Pokalspiele begannen am 2. September 2011, das Rückrundenfinale fand am 13. Mai 2012 statt. Titelverteidiger war der norwegische Verein Larvik HK. Mit ŽRK Budućnost Podgorica gewann erstmals ein Verein aus Montenegro den Titel.

## Modus
Qualifikation 1
Die Qualifikation 1 wurde im Rahmen mehrerer Turniere ausgetragen. Zwei Gruppen à vier Teams, wobei jedes Team in einer Gruppe einmal gegen jedes andere Team spielte. In den Gruppen qualifizierten sich die erst- und zweitplatzierten Mannschaften für die Qualifikation 2. Die beiden ausgescheidenden Teams zogen in die 2. Runde des Europapokal der Pokalsieger ein.
Qualifikation 2
Die Qualifikation 2 wurde im Rahmen mehrerer Final-Four-Turniere ausgetragen. Vier Gruppen à vier Teams. Pro Gruppe qualifizierte sich das beste Team für die Gruppenphase. Die ausgeschiedenen zwölf Teams zogen in die 2. oder 3. Runde des Europapokal der Pokalsieger ein.
Gruppenphase
Es gab vier Gruppen mit je vier Mannschaften. In einer Gruppe spielte jeder gegen jeden ein Hin- und Rückspiel; die jeweils zwei Gruppenbesten erreichten die Hauptrunde.
Hauptrunde
Es gab zwei Gruppen mit je vier Mannschaften. In einer Gruppe spielte jeder gegen jeden ein Hin- und Rückspiel; die jeweils zwei Gruppenbesten erreichten das Halbfinale.
K.-o.-Runden
Das Halbfinale und Finale wurde im K.-o.-System mit Hin- und Rückspiel gespielt.

## Qualifikation 1
Die Auslosung der Qualifikation 1 fand am 27. Juni 2011 um 16:00 Uhr (UTC+2) in Wien statt.
Es nahmen die 8 Mannschaften, die sich vorher für den Wettbewerb qualifiziert hatten, teil.

### Qualifizierte Teams
| Topf 1: - Ormi Loux (1. Griechische Liga) - Üsküdar Belediyesi (1. Türkische Liga) | Topf 2: - RK Zajecar (1. Serbische Liga) - MizuWaAi/Dalfsen (1. Niederländische Liga) |

| Topf 3: - Iuventa (1. Slowakische Liga) - LC Brühl Handball (1. Schweizer Liga) | Topf 4: - Gil Eanes-Lagos (1. Portugiesische Liga) - HC Britterm Veseli (1. Tschechische Liga) |

### Gruppen
| Gruppe 1 Ormi Loux MizuWaAi/Dalfsen LC Brühl Handball Gil Eanes-Lagos | Gruppe 2 Üsküdar Belediyesi RK Zajecar Iuventa HC Britterm Veseli |

### Entscheidungen
|  | Teilnahme an der Qualifikation 2                          |
|  | Teilnahme an der 2. Runde des Europapokal der Pokalsieger |

### Gruppe A
Das Turnier der Gruppe A fand vom 2. September bis zum 4. September in der PEAK Olympionikis D.Tofalos in Patras statt.
Der Tabellenerste qualifizierte sich für die Gruppe 4 und der Gruppenzweite für die Gruppe 3 in der Qualifikation 2. Die anderen zwei nahmen an der 2. Runde am Europapokal der Pokalsieger teil.
| Pl. | Mannschaft        | Sp. | S | U | N | T   | GT | Diff | Pkt |
| --- | ----------------- | --- | - | - | - | --- | -- | ---- | --- |
| 1.  | MizuWaAi/Dalfsen  | 3   | 3 | 0 | 0 | 103 | 74 | + 29 | 06  |
| 2.  | Gil Eanes-Lagos   | 3   | 1 | 0 | 2 | 087 | 88 | − 01 | 02  |
| 3.  | LC Brühl Handball | 3   | 1 | 0 | 2 | 083 | 97 | − 14 | 02  |
| 4.  | Ormi Loux         | 3   | 1 | 0 | 2 | 076 | 90 | − 14 | 02  |

| 2. September 2011, Fr. 18:00 Uhr in PEAK Olympionikis D.Tofalos, Patras | 100 Zuschauer Spielbericht | Ormi Loux Penev 10             | 27 : 26 (10 : 12) | LC Brühl Handball 7 Mustafoska |
| 2. September 2011, Fr. 20:00 Uhr in PEAK Olympionikis D.Tofalos, Patras | 100 Zuschauer Spielbericht | MizuWaAi/Dalfsen Malestein 7   | 31 : 25 (19 : 09) | Gil Eanes-Lagos 7 Lopes        |
| 3. September 2011, Sa. 18:00 Uhr in PEAK Olympionikis D.Tofalos, Patras | 100 Zuschauer Spielbericht | LC Brühl Handball Mustafoska 6 | 25 : 40 (11 : 19) | MizuWaAi/Dalfsen 7 Van Dort    |
| 3. September 2011, Sa. 20:00 Uhr in PEAK Olympionikis D.Tofalos, Patras | 100 Zuschauer Spielbericht | Gil Eanes-Lagos Seabra 9       | 32 : 25 (14 : 13) | Ormi Loux 5 Karagiorga         |
| 4. September 2011, So. 18:00 Uhr in PEAK Olympionikis D.Tofalos, Patras | 100 Zuschauer Spielbericht | LC Brühl Handball Bosshart 7   | 32 : 30 (16 : 13) | Gil Eanes-Lagos 6 Pina         |
| 4. September 2011, So. 20:00 Uhr in PEAK Olympionikis D.Tofalos, Patras | 100 Zuschauer Spielbericht | Ormi Loux Strataki 6           | 24 : 32 (11 : 14) | MizuWaAi/Dalfsen 7 Van Dort    |

### Gruppe B
Das Turnier der Gruppe B fand vom 2. September bis zum 4. September in der Chemkostav Arena in Michalovce statt.
Der Tabellenerste qualifizierte sich für die Gruppe 1 und der Gruppenzweite für die Gruppe 2 in der Qualifikation 2. Die anderen zwei nahmen an der 2. Runde am Europapokal der Pokalsieger teil.
| Pl. | Mannschaft         | Sp. | S | U | N | T   | GT  | Diff | Pkt |
| --- | ------------------ | --- | - | - | - | --- | --- | ---- | --- |
| 1.  | RK Zajecar         | 3   | 3 | 0 | 0 | 101 | 070 | + 31 | 06  |
| 2.  | HC Britterm Veseli | 3   | 2 | 0 | 1 | 077 | 078 | − 01 | 04  |
| 3.  | Iuventa            | 3   | 1 | 0 | 2 | 085 | 094 | − 09 | 02  |
| 4.  | Üsküdar Belediyesi | 3   | 0 | 0 | 3 | 081 | 102 | − 21 | 0   |

| 2. September 2011, Fr. 15:30 Uhr in Chemkostav Arena, Michalovce | 400 Zuschauer Spielbericht   | RK Zajecar Erić 7                | 31 : 17 (14 : 09) | HC Britterm Veseli 4 Flekova     |
| 2. September 2011, Fr. 18:00 Uhr in Chemkostav Arena, Michalovce | 900 Zuschauer Spielbericht   | Üsküdar Belediyesi Yilmaz 8      | 28 : 38 (12 : 22) | Iuventa 8 Tobiasova              |
| 3. September 2011, Sa. 15:30 Uhr in Chemkostav Arena, Michalovce | 250 Zuschauer Spielbericht   | HC Britterm Veseli Sukennikova 9 | 30 : 26 (13 : 13) | Üsküdar Belediyesi 7 Sahin       |
| 3. September 2011, Sa. 18:00 Uhr in Chemkostav Arena, Michalovce | 1.200 Zuschauer Spielbericht | Iuventa Pollakova 9              | 26 : 36 (13 : 17) | RK Zajecar 7 Pop-Lazić           |
| 4. September 2011, So. 15:30 Uhr in Chemkostav Arena, Michalovce | 500 Zuschauer Spielbericht   | Üsküdar Belediyesi Ilkova 5      | 27 : 34 (12 : 15) | RK Zajecar 9 Erić                |
| 4. September 2011, So. 18:00 Uhr in Chemkostav Arena, Michalovce | 1.300 Zuschauer Spielbericht | Iuventa Geric 5                  | 21 : 30 (11 : 16) | HC Britterm Veseli 7 Sukennikova |

## Qualifikation 2
Die Auslosung der Qualifikation 2 fand am 27. Juni 2011 um 16:00 Uhr (UTC+2) in Wien statt.
Es nahmen der erst- und zweitplatzierte aus der Qualifikation 1 und die 12 die sich vorher für den Wettbewerb qualifiziert hatten, teil.

### Qualifizierte Teams
| Topf 1: - Randers HK (2. Dänische Liga) - DVSC-Korvex (2. Ungarische Liga) - Byåsen IL (2. Norwegische Liga) - "U" Jolidon Cluj Napoca (2. Rumänische Liga) | Topf 2: - BM. Elda Prestigio (2. Spanische Liga) - Rostov Don (2. Russische Liga) - Buxtehuder SV (2. Deutsche Liga) - Tertnes Bergen (3. Norwegische Liga) |

| Topf 3: - IK Sävehof (1. Schwedische Liga) - HC Metalurg Skopje (1. Mazedonische Liga) - SPR Lublin SSA (1. Polnische Liga) - Viborg HK (3. Dänische Liga) | Topf 4: - MizuWaAi/Dalfsen (1. Quali 1 Gruppe 1) - RK Zajecar (1. Quali 1 Gruppe 2) - Gil Eanes-Lagos (2. Quali 1 Gruppe 1) - HC Britterm Veseli (2. Quali 1 Gruppe 2) |

### Gruppen
| Gruppe 1 "U" Jolidon Cluj Napoca Rostov Don Viborg HK RK Zajecar | Gruppe 2 Byåsen IL BM. Elda Prestigio HC Metalurg Skopje HC Britterm Veseli | Gruppe 3 DVSC-Korvex Buxtehuder SV SPR Lublin SSA Gil Eanes-Lagos | Gruppe 4 Randers HK Tertnes IL IK Sävehof MizuWaAi/Dalfsen |

### Gruppe 1
Das Turnier der Gruppe 1 fand am 17. und 18. September in der Grenaa Idraetscenter in Grenaa statt.
Die Halbfinalspiele der Gruppe 1 fanden am 17. September 2011 statt. Der Gewinner jeder Partie zog in das Finale, um die Teilnahme an der Gruppenphase, ein. Die Verlierer nahmen am Spiel um die Plätze drei und vier teil.
| Mannschaft 1                    | Endergebnis       | Mannschaft 2       | Datum und Zeit          |
| ------------------------------- | ----------------- | ------------------ | ----------------------- |
| Rostov Don Artamonova 3         | 17 : 24 (11 : 10) | Viborg HK Fisker 6 | 17.09.11, Sa. 14:30 Uhr |
| Rostov Don Artamonova 3         | Spielbericht      | Viborg HK Fisker 6 | 1.000 Zuschauer         |
| "U" Jolidon Cluj Napoca Dinca 8 | 33 : 32 (18 : 16) | RK Zajecar Eric 8  | 17.09.11, Sa. 17:00 Uhr |
| "U" Jolidon Cluj Napoca Dinca 8 | Spielbericht      | RK Zajecar Eric 8  | 500 Zuschauer           |

Das Spiel der Verlierer fand am 18. September 2011 statt. Der Verlierer der Partie nahm an der 2. Runde des Europapokal der Pokalsieger teil. Der Gewinner nahm an der 3. Runde des Europapokal der Pokalsieger teil.
| Mannschaft 1          | Endergebnis       | Mannschaft 2     | Datum und Zeit          |
| --------------------- | ----------------- | ---------------- | ----------------------- |
| RK Zajecar Vuckovic 8 | 27 : 15 (14 : 07) | Rostov Don Sen 5 | 18.09.11, So. 14:30 Uhr |
| RK Zajecar Vuckovic 8 | Spielbericht      | Rostov Don Sen 5 | 500 Zuschauer           |

Das Finale fand am 18. September 2011 statt. Der Gewinner der Partie nahm an der Gruppenphase der EHF Champions League 2011/12 teil. Der Verlierer nahm an der 3. Runde des Europapokal der Pokalsieger teil.
| Mannschaft 1                           | Endergebnis       | Mannschaft 2       | Datum und Zeit          |
| -------------------------------------- | ----------------- | ------------------ | ----------------------- |
| "U" Jolidon Cluj Napoca Ani Senocico 8 | 21 : 37 (14 : 17) | Viborg HK Fisker 8 | 18.09.11, So. 16:50 Uhr |
| "U" Jolidon Cluj Napoca Ani Senocico 8 | Spielbericht      | Viborg HK Fisker 8 | 1.100 Zuschauer         |

### Gruppe 2
Das Turnier der Gruppe 2 fand am 17. und 18. September in der Sportska Sala "Avtokomanda" in Skopje statt.
Die Halbfinalspiele der Gruppe 2 fanden am 17. September 2011 statt. Der Gewinner jeder Partie zog in das Finale, um die Teilnahme an der Gruppenphase, ein. Die Verlierer nahmen am Spiel um die Plätze drei und vier teil.
| Mannschaft 1               | Endergebnis       | Mannschaft 2                     | Datum und Zeit          |
| -------------------------- | ----------------- | -------------------------------- | ----------------------- |
| BM. Elda Prestigio Faría 9 | 22 : 27 (09 : 14) | HC Metalurg Skopje Bajramoska 7  | 17.09.11, Sa. 18:00 Uhr |
| BM. Elda Prestigio Faría 9 | Spielbericht      | HC Metalurg Skopje Bajramoska 7  | 600 Zuschauer           |
| Byåsen IL Alstad 9         | 27 : 22 (13 : 14) | HC Britterm Veseli Sukennikova 6 | 17.09.11, Sa. 20:30 Uhr |
| Byåsen IL Alstad 9         | Spielbericht      | HC Britterm Veseli Sukennikova 6 | 300 Zuschauer           |

Das Spiel der Verlierer fand am 18. September 2011 statt. Der Verlierer der Partie nahm an der 2. Runde des Europapokal der Pokalsieger teil. Der Gewinner nahm an der 3. Runde des Europapokal der Pokalsieger teil.
| Mannschaft 1                   | Endergebnis       | Mannschaft 2                    | Datum und Zeit          |
| ------------------------------ | ----------------- | ------------------------------- | ----------------------- |
| HC Britterm Veseli Rajnohová 5 | 20 : 21 (12 : 08) | BM. Elda Prestigio Said Mohamed | 18.09.11, So. 17:30 Uhr |
| HC Britterm Veseli Rajnohová 5 | Spielbericht      | BM. Elda Prestigio Said Mohamed | 100 Zuschauer           |

Das Finale fand am 18. September 2011 statt. Der Gewinner der Partie nahm an der Gruppenphase der EHF Champions League 2011/12 teil. Der Verlierer nahm an der 3. Runde des Europapokal der Pokalsieger teil.
| Mannschaft 1      | Endergebnis       | Mannschaft 2                       | Datum und Zeit          |
| ----------------- | ----------------- | ---------------------------------- | ----------------------- |
| Byåsen IL Tomac 8 | 20 : 17 (12 : 08) | HC Metalurg Skopje Gjorgjijevska 5 | 18.09.11, So. 20:00 Uhr |
| Byåsen IL Tomac 8 | Spielbericht      | HC Metalurg Skopje Gjorgjijevska 5 | 500 Zuschauer           |

### Gruppe 3
Das Turnier der Gruppe 3 fand am 17. und 18. September in der Hala Widowiskowo in Głogów statt.
Die Halbfinalspiele der Gruppe 3 fanden am 17. September 2011 statt. Der Gewinner jeder Partie zog in das Finale, um die Teilnahme an der Gruppenphase, ein. Die Verlierer nahmen am Spiel um die Plätze drei und vier teil.
| Mannschaft 1           | Endergebnis       | Mannschaft 2            | Datum und Zeit          |
| ---------------------- | ----------------- | ----------------------- | ----------------------- |
| Buxtehuder SV Lamein 9 | 27 : 26 (11 : 13) | SPR Lublin SSA Byzdra 8 | 17.09.11, Sa. 17:00 Uhr |
| Buxtehuder SV Lamein 9 | Spielbericht      | SPR Lublin SSA Byzdra 8 | 700 Zuschauer           |
| DVSC-Korvex Csaki 6    | 35 : 22 (16 : 09) | Gil Eanes-Lagos Pina 5  | 17.09.11, Sa. 19:30 Uhr |
| DVSC-Korvex Csaki 6    | Spielbericht      | Gil Eanes-Lagos Pina 5  | 200 Zuschauer           |

Das Spiel der Verlierer fand am 18. September 2011 statt. Der Verlierer der Partie nahm an der 2. Runde des Europapokal der Pokalsieger teil. Der Gewinner nahm an der 3. Runde des Europapokal der Pokalsieger teil.
| Mannschaft 1            | Endergebnis       | Mannschaft 2            | Datum und Zeit          |
| ----------------------- | ----------------- | ----------------------- | ----------------------- |
| Gil Eanes-Lagos Lopes 5 | 25 : 40 (07 : 26) | SPR Lublin SSA Migala 7 | 18.09.11, So. 12:30 Uhr |
| Gil Eanes-Lagos Lopes 5 | Spielbericht      | SPR Lublin SSA Migala 7 | 200 Zuschauer           |

Das Finale fand am 18. September 2011 statt. Der Gewinner der Partie nahm an der Gruppenphase der EHF Champions League 2011/12 teil. Der Verlierer nahm an der 3. Runde des Europapokal der Pokalsieger teil.
| Mannschaft 1           | Endergebnis       | Mannschaft 2          | Datum und Zeit          |
| ---------------------- | ----------------- | --------------------- | ----------------------- |
| DVSC-Korvex Sopronyi 9 | 26 : 30 (13 : 16) | Buxtehuder SV Klein 6 | 18.09.11, So. 14:30 Uhr |
| DVSC-Korvex Sopronyi 9 | Spielbericht      | Buxtehuder SV Klein 6 | 200 Zuschauer           |

### Gruppe 4
Das Turnier der Gruppe 4 fand am 17. und 18. September in der Partillebohallen in Partille statt.
Die Halbfinalspiele der Gruppe 4 fanden am 17. September 2011 statt. Der Gewinner jeder Partie zog in das Finale, um die Teilnahme an der Gruppenphase, ein. Die Verlierer nahmen am Spiel um die Plätze drei und vier teil.
| Mannschaft 1          | Endergebnis       | Mannschaft 2                  | Datum und Zeit          |
| --------------------- | ----------------- | ----------------------------- | ----------------------- |
| Randers HK Johansen 6 | 34 : 19 (18 : 09) | MizuWaAi/Dalfsen Schoenaker 4 | 17.09.11, Sa. 14:00 Uhr |
| Randers HK Johansen 6 | Spielbericht      | MizuWaAi/Dalfsen Schoenaker 4 | 100 Zuschauer           |
| Tertnes IL Reinkind 7 | 25 : 34 (12 : 13) | IK Sävehof Alm 10             | 17.09.11, Sa. 16:30 Uhr |
| Tertnes IL Reinkind 7 | Spielbericht      | IK Sävehof Alm 10             | 500 Zuschauer           |

Das Spiel der Verlierer fand am 18. September 2011 statt. Der Verlierer der Partie nahm an der 2. Runde des Europapokal der Pokalsieger teil. Der Gewinner nahm an der 3. Runde des Europapokal der Pokalsieger teil.
| Mannschaft 1                 | Endergebnis       | Mannschaft 2        | Datum und Zeit          |
| ---------------------------- | ----------------- | ------------------- | ----------------------- |
| MizuWaAi/Dalfsen Malestein 8 | 31 : 32 (19 : 18) | Tertnes IL Gossé 10 | 18.09.11, So. 12:00 Uhr |
| MizuWaAi/Dalfsen Malestein 8 | Spielbericht      | Tertnes IL Gossé 10 | 50 Zuschauer            |

Das Finale fand am 18. September 2011 statt. Der Gewinner der Partie nahm an der Gruppenphase der EHF Champions League 2011/12 teil. Der Verlierer nahm an der 3. Runde des Europapokal der Pokalsieger teil.
| Mannschaft 1       | Endergebnis       | Mannschaft 2     | Datum und Zeit          |
| ------------------ | ----------------- | ---------------- | ----------------------- |
| Randers HK Dalby 7 | 26 : 21 (13 : 10) | IK Sävehof Alm 7 | 18.09.11, So. 14:30 Uhr |
| Randers HK Dalby 7 | Spielbericht      | IK Sävehof Alm 7 | 500 Zuschauer           |

## Gruppenphase
Die Auslosung der Gruppenphase fand am 28. Juni 2011 um 11:00 Uhr (UTC+2) in Wien statt.
Es nahmen die 4 Erstplatzierten aus der Qualifikation 2 und die 12, die sich vorher für den Wettbewerb qualifiziert hatten, teil.

### Qualifizierte Teams
| Topf 1: - Larvik HK(1. Norwegische Liga) - FC Midtjylland (1. Dänische Liga) - Győri ETO KC (1. Ungarische Liga) - CS Oltchim Râmnicu Vâlcea (1. Rumänische Liga) | Topf 2: - Buducnost (1. Montenegrinische Liga) - Hypo Niederösterreich (1. Österreichische Liga) - Rokometni Klub Krim (1. Slowenische Liga) - Itxako Reyno De Navarra (1. Spanische Liga) |

| Topf 3: - Dinamo Volgograd (1. Russische Liga) - Thüringer HC (1. Deutsche Liga) - Metz Handball (1. Französische Liga) - RK Podravka Vegeta (1. Kroatische Liga) | Topf 4: - Viborg HK (Sieger Quali 2 Gruppe 1) - Byåsen IL (Sieger Quali 2 Gruppe 2) - Buxtehuder SV (Sieger Quali 2 Gruppe 3) - Randers HK (Sieger Quali 2 Gruppe 4) |

### Gruppen
| Gruppe 1 FC Midtjylland ŽRK Budućnost Podgorica Thüringer HC Byåsen IL | Gruppe 2 Larvik HK Rokometni Klub Krim RK Podravka Vegeta Viborg HK | Gruppe 3 Győri ETO KC Hypo Niederösterreich Metz Handball Randers HK | Gruppe 4 CS Oltchim Râmnicu Vâlcea Itxako Reyno De Navarra GK Dynamo Wolgograd Buxtehuder SV |

### Entscheidungen
|  | Teilnahme an der Hauptrunde                               |
|  | Teilnahme am Achtelfinale des Europapokal der Pokalsieger |

### Gruppe 1
| Pl. | Mannschaft     | Sp. | S | U | N | T   | GT  | Diff | Pkt |
| --- | -------------- | --- | - | - | - | --- | --- | ---- | --- |
| 1.  | Buducnost      | 6   | 5 | 0 | 1 | 172 | 149 | + 23 | 10  |
| 2.  | FC Midtjylland | 6   | 4 | 0 | 2 | 146 | 127 | + 19 | 08  |
| 3.  | Byåsen IL      | 6   | 2 | 1 | 3 | 131 | 149 | − 18 | 05  |
| 4.  | Thüringer HC   | 6   | 0 | 1 | 5 | 139 | 163 | − 24 | 01  |

| 1. Oktober 2011, Sa. 16:15 Uhr in Trondheim, Trondheim Spektrum  | 1.600 Zuschauer Spielbericht | Byåsen IL Nøstvold 5        | 17 : 19 (08 : 11) | FC Midtjylland 6 Brøgger Led |
| 2. Oktober 2011, So. 15:00 Uhr in Erfurt, Riethhalle Erfurt      | 1.100 Zuschauer Spielbericht | Thüringer HC Popluhárová 7  | 23 : 27 (09 : 13) | Buducnost 7 Bulatović        |
| 8. Oktober 2011, Sa. 14:30 Uhr in Ikast, Sportscenter Ikast      | 2.200 Zuschauer Spielbericht | FC Midtjylland Jørgensen 7  | 23 : 20 (15 : 10) | Thüringer HC 11 Engel        |
| 9. Oktober 2011, So. 19:30 Uhr in Podgorica, S.C. Moraca         | 4.500 Zuschauer Spielbericht | Buducnost Bulatović 6       | 28 : 18 (13 : 07) | Byåsen IL 5 Herrem           |
| 15. Oktober 2011, Sa. 13:15 Uhr in Trondheim, Trondheim Spektrum | 1.200 Zuschauer Spielbericht | Byåsen IL Alstad 8          | 23 : 22 (13 : 07) | Thüringer HC 12 Engel        |
| 16. Oktober 2011, So. 19:30 Uhr in Podgorica, S.C. Moraca        | 4.400 Zuschauer Spielbericht | Buducnost Bulatović 9       | 28 : 25 (11 : 11) | FC Midtjylland 9 Troelsen    |
| 29. Oktober 2011, Sa. 16:15 Uhr in Trondheim, Trondheim Spektrum | 1.800 Zuschauer Spielbericht | Byåsen IL Nøstvold 9        | 24 : 34 (11 : 16) | Buducnost 8 Popović          |
| 30. Oktober 2011, So. 15:00 Uhr in Erfurt, Riethhalle Erfurt     | 1.400 Zuschauer Spielbericht | Thüringer HC Snelder 6      | 21 : 27 (08 : 13) | FC Midtjylland 5 Troelsen    |
| 5. November 2011, Sa. 13:00 Uhr in Ikast, Sportscenter Ikast     | 1.700 Zuschauer Spielbericht | FC Midtjylland Troelsen 6   | 18 : 21 (05 : 13) | Byåsen IL 5 Andenæs          |
| 6. November 2011, So. 19:30 Uhr in Podgorica, S.C. Moraca        | 3.400 Zuschauer Spielbericht | Buducnost Bulatović 10      | 35 : 25 (20 : 10) | Thüringer HC 9 Engel         |
| 11. November 2011, Fr. 19:00 Uhr in Ikast, Sportscenter Ikast    | 2.400 Zuschauer Spielbericht | FC Midtjylland Kviesgaard 7 | 34 : 20 (19 : 10) | "Buducnost" 5 Stevin         |
| 13. November 2011, So. 15:00 Uhr in Erfurt, Riethhalle Erfurt    | 1.000 Zuschauer Spielbericht | Thüringer HC Nadgornaja 10  | 28 : 28 (12 : 15) | Byåsen IL 5 Alstad           |

### Gruppe 2
| Pl. | Mannschaft          | Sp. | S | U | N | T   | GT  | Diff | Pkt |
| --- | ------------------- | --- | - | - | - | --- | --- | ---- | --- |
| 1.  | Larvik HK           | 6   | 4 | 0 | 2 | 161 | 138 | + 23 | 08  |
| 2.  | Rokometni Klub Krim | 6   | 2 | 2 | 2 | 143 | 151 | − 08 | 06  |
| 3.  | Viborg HK           | 6   | 2 | 2 | 2 | 161 | 161 | ± 0  | 06  |
| 4.  | RK Podravka Vegeta  | 6   | 1 | 2 | 3 | 146 | 161 | − 15 | 04  |

| 1. Oktober 2011, Sa. 14:30 Uhr in Viborg, Viborg Stadionhal             | 1.400 Zuschauer Spielbericht | Viborg HK Gulldén 12              | 34 : 28 (22 : 10) | Larvik HK 8 Riegelhuth                |
| 2. Oktober 2011, So. 15:00 Uhr in Koprivnica, Sport Hall Fran Galovic   | 2.000 Zuschauer Spielbericht | RK Podravka Vegeta Tatari 7       | 23 : 24 (13 : 12) | Rokometni Klub Krim 7 Penezić         |
| 7. Oktober 2011, Fr. 18:00 Uhr in Ljubljana, Arena Stozice              | 3.000 Zuschauer Spielbericht | Rokometni Klub Krim Penezić 8     | 31 : 25 (16 : 08) | Viborg HK 7 Skov                      |
| 8. Oktober 2011, Sa. 18:15 Uhr in Larvik, Arena Larvik                  | 1.500 Zuschauer Spielbericht | Larvik HK Riegelhuth 9            | 37 : 25 (18 : 17) | RK Podravka Vegeta 9 Damnjanović      |
| 15. Oktober 2011, Sa. 14:30 Uhr in Viborg, Viborg Stadionhal            | 1.200 Zuschauer Spielbericht | Viborg HK Frafjord 5              | 27 : 27 (12 : 14) | RK Podravka Vegeta 6 Damnjanović      |
| 16. Oktober 2011, So. 14:15 Uhr in Larvik, Arena Larvik                 | 1.800 Zuschauer Spielbericht | Larvik HK Sulland 8               | 31 : 19 (13 : 10) | Rokometni Klub Krim 9 Penezić         |
| 29. Oktober 2011, Sa. 18:00 Uhr in Koprivnica, Sport Hall Fran Galovic  | 2.000 Zuschauer Spielbericht | RK Podravka Vegeta Damnjanović 9  | 21 : 24 (11 : 11) | Larvik HK 6 Kristiansen               |
| 29. Oktober 2011, Sa. 19:30 Uhr in Viborg, Viborg Stadionhal            | 1.800 Zuschauer Spielbericht | Viborg HK Fisker 8                | 28 : 28 (16 : 09) | Rokometni Klub Krim 8 Penezić         |
| 5. November 2011, Sa. 14:45 Uhr in Sandefjord, Runarhallen              | 3.100 Zuschauer Spielbericht | Larvik HK Breivang 4              | 19 : 20 (10 : 12) | Viborg HK 5 Skov                      |
| 5. November 2011, Sa. 17:30 Uhr in Ljubljana, Arena Stozice             | 2.200 Zuschauer Spielbericht | Rokometni Klub Krim Aćimović 6    | 22 : 22 (13 : 11) | RK Podravka Vegeta 6 Pusić Koroljevic |
| 13. November 2011, So. 17:30 Uhr in Ljubljana, Arena Stozice            | 5.000 Zuschauer Spielbericht | Rokometni Klub Krim Penezić 6     | 19 : 22 (11 : 11) | Larvik HK 7 Riegelhuth                |
| 13. November 2011, So. 18:00 Uhr in Koprivnica, Sport Hall Fran Galovic | 2.000 Zuschauer Spielbericht | RK Podravka Vegeta Damnjanović 10 | 28 : 27 (13 : 14) | Viborg HK 8 Skov                      |

### Gruppe 3
| Pl. | Mannschaft            | Sp. | S | U | N | T   | GT  | Diff | Pkt |
| --- | --------------------- | --- | - | - | - | --- | --- | ---- | --- |
| 1.  | Győri ETO KC          | 6   | 4 | 0 | 2 | 183 | 154 | + 29 | 08  |
| 2.  | Metz Handball         | 6   | 3 | 0 | 3 | 154 | 156 | − 02 | 06  |
| 3.  | Randers HK            | 6   | 3 | 0 | 3 | 163 | 170 | − 07 | 06  |
| 4.  | Hypo Niederösterreich | 6   | 2 | 0 | 4 | 167 | 187 | − 20 | 04  |

| 1. Oktober 2011, Sa. 18:30 Uhr in Metz, "Les Arenes" Metz                | 3.600 Zuschauer Spielbericht | Metz Handball Mendy 7                  | 30 : 21 (16 : 10) | Hypo Niederösterreich 5 Redei Soos    |
| 2. Oktober 2011, So. 15:00 Uhr in Randers, Skyline - Elro Arena Randers  | 1.200 Zuschauer Spielbericht | Randers HK Cuadrado Dehesa 5           | 29 : 23 (15 : 11) | Győri ETO KC 6 Lekić                  |
| 8. Oktober 2011, Sa. 20:20 Uhr in Maria Enzersdorf, BSFZ Südstadt        | 600 Zuschauer Spielbericht   | Hypo Niederösterreich da Silva 7       | 28 : 29 (19 : 14) | Randers HK 9 Fruelund                 |
| 9. Oktober 2011, So. 15:00 Uhr in Győr, Magvassy Mihaly Sporthalle       | 2.000 Zuschauer Spielbericht | Győri ETO KC Görbicz 10                | 28 : 23 (16 : 13) | Metz Handball 7 Pineau                |
| 16. Oktober 2011, So. 16:50 Uhr in Randers, Skyline - Elro Arena Randers | 2.000 Zuschauer Spielbericht | Randers HK Müller 7                    | 26 : 27 (14 : 14) | Metz Handball 9 Ognjenović            |
| 9. November 2011, Mi. 20:20 Uhr in Maria Enzersdorf, BSFZ Südstadt       | 1.000 Zuschauer Spielbericht | Hypo Niederösterreich do Nascimento 8  | 29 : 27 (15 : 13) | Győri ETO KC 7 Radičević              |
| 30. Oktober 2011, So. 16:50 Uhr in Randers, Skyline - Elro Arena Randers | 2.350 Zuschauer Spielbericht | Randers HK Cuadrado Dehesa 6           | 39 : 32 (18 : 15) | Hypo Niederösterreich 8 do Nascimento |
| 30. Oktober 2011, So. 17:00 Uhr in Metz, "Les Arenes" Metz               | 4.600 Zuschauer Spielbericht | Metz Handball Pineau 5                 | 24 : 33 (07 : 17) | Győri ETO KC 8 Görbicz                |
| 5. November 2011, Sa. 16:30 Uhr in Győr, Magvassy Mihaly Sporthalle      | 1.900 Zuschauer Spielbericht | Győri ETO KC Løke 8                    | 35 : 20 (16 : 09) | Randers HK 6 Müller                   |
| 5. November 2011, Sa. 20:20 Uhr in Maria Enzersdorf, BSFZ Südstadt       | 1.000 Zuschauer Spielbericht | Hypo Niederösterreich do Nascimento 12 | 28 : 25 (15 : 13) | Metz Handball 5 Pineau                |
| 12. November 2011, Sa. 18:30 Uhr in Metz, "Les Arenes" Metz              | 3.800 Zuschauer Spielbericht | Metz Handball Ognjenović 7             | 25 : 20 (12 : 12) | Randers HK 6 Dalby                    |
| 13. November 2011, So. 17:15 Uhr in Győr, Magvassy Mihaly Sporthalle     | 2.200 Zuschauer Spielbericht | Győri ETO KC Radičević 12              | 37 : 29 (17 : 12) | Hypo Niederösterreich 10 Rodrigues    |

### Gruppe 4
| Pl. | Mannschaft                | Sp. | S | U | N | T   | GT  | Diff | Pkt |
| --- | ------------------------- | --- | - | - | - | --- | --- | ---- | --- |
| 1.  | C.S. "Oltchim" Rm. Valcea | 6   | 5 | 0 | 1 | 168 | 146 | + 22 | 10  |
| 2.  | Itxako Reyno De Navarra   | 6   | 4 | 0 | 2 | 163 | 158 | + 05 | 08  |
| 3.  | Dinamo Volgograd          | 6   | 3 | 0 | 3 | 170 | 160 | + 10 | 06  |
| 4.  | Buxtehuder SV             | 6   | 0 | 0 | 6 | 138 | 175 | − 37 | 0   |

| 30. September 2011, Fr. 19:00 Uhr in Hamburg, Sporthalle Hamburg             | 1.200 Zuschauer Spielbericht | Buxtehuder SV Techert 4                     | 20 : 24 (11 : 13) | C.S. "Oltchim" Rm. Valcea 11 Chirila Soit  |
| 1. Oktober 2011, Sa. 14:00 Uhr in Wolgograd, Sport hall "Dinamo"             | 1.500 Zuschauer Spielbericht | Dinamo Volgograd Borschtschenko 6           | 25 : 27 (11 : 14) | Itxako Reyno De Navarra 7 Martín Berenguer |
| 8. Oktober 2011, Sa. 19:00 Uhr in Estella, Pab.M. Tierra Estella-Lizarreria  | 1.250 Zuschauer Spielbericht | Itxako Reyno De Navarra Cabral Barbosa 9    | 32 : 21 (15 : 10) | Buxtehuder SV 4 Melbeck                    |
| 9. Oktober 2011, So. 18:00 Uhr in Râmnicu Vâlcea, "Traian" Sport Hall        | 2.850 Zuschauer Spielbericht | C.S. "Oltchim" Rm. Valcea Curea 5           | 31 : 26 (13 : 13) | Dinamo Volgograd 9 Kotschetowa             |
| 15. Oktober 2011, Sa. 19:00 Uhr in Estella, Pab.M. Tierra Estella-Lizarreria | 1.700 Zuschauer Spielbericht | Itxako Reyno De Navarra Aguilar Díaz 5      | 22 : 25 (12 : 10) | C.S. "Oltchim" Rm. Valcea 5 Manea          |
| 16. Oktober 2011, So. 20:30 Uhr in Hamburg, Sporthalle Hamburg               | 1.500 Zuschauer Spielbericht | Buxtehuder SV Langkeit 7                    | 21 : 30 (11 : 15) | Dinamo Volgograd 6 Chmyrowa                |
| 29. Oktober 2011, Sa. 17:00 Uhr in Hamburg, O2 World Hamburg                 | 2.100 Zuschauer Spielbericht | Buxtehuder SV Melbeck 8                     | 31 : 32 (14 : 14) | Itxako Reyno De Navarra 9 Cabral Barbosa   |
| 30. Oktober 2011, So. 14:00 Uhr in Wolgograd, Sport hall "Dinamo"            | 1.500 Zuschauer Spielbericht | Dinamo Volgograd Lewina 8                   | 34 : 30 (16 : 15) | C.S. "Oltchim" Rm. Valcea 7 Nechita        |
| 5. November 2011, Sa. 19:00 Uhr in Estella, Pab.M. Tierra Estella-Lizarreria | 1.500 Zuschauer Spielbericht | Itxako Reyno De Navarra Martín Berenguer 11 | 28 : 26 (15 : 14) | Dinamo Volgograd 6 Borschtschenko          |
| 6. November 2011, So. 18:00 Uhr in Râmnicu Vâlcea, "Traian" Sport Hall       | 2.400 Zuschauer Spielbericht | C.S. "Oltchim" Rm. Valcea Stânca 5          | 28 : 22 (12 : 09) | Buxtehuder SV 8 Stapelfeldt                |
| 13. November 2011, So. 14:00 Uhr in Wolgograd, Sport hall "Dinamo"           | 1.300 Zuschauer Spielbericht | Dinamo Volgograd Lewina 9                   | 29 : 23 (13 : 11) | Buxtehuder SV 5 Bülau                      |
| 13. November 2011, So. 18:00 Uhr in Râmnicu Vâlcea, "Traian" Sport Hall      | 3.000 Zuschauer Spielbericht | C.S. "Oltchim" Rm. Valcea Ardean Elisei 10  | 30 : 22 (11 : 13) | Itxako Reyno De Navarra 7 Cabral Barbosa   |

## Hauptrunde
Die Auslosung der Hauptrunde fand am 15. November 2011 um 11:00 Uhr (GMT+2) in Wien statt. Es nahmen die acht Erst- und Zweitplatzierten aus der Gruppenphase teil.

### Qualifizierte Teams
| Gruppen 1. "Buducnost" Larvik HK Győri ETO KC CS Oltchim Râmnicu Vâlcea | Gruppen 2. FC Midtjylland Rokometni Klub Krim Metz Handball Itxako Reyno De Navarra |

### Gruppen
| Gruppe A Larvik HK Győri ETO KC Itxako Reyno De Navarra FC Midtjylland | Gruppe B "Buducnost" C.S. "Oltchim" Rm. Valcea Rokometni Klub Krim Metz Handball |

### Entscheidungen
|  | Teilnahme am Halbfinale |

### Gruppe A
| Pl. | Mannschaft              | Sp. | S | U | N | T   | GT  | Diff | Pkt |
| --- | ----------------------- | --- | - | - | - | --- | --- | ---- | --- |
| 1.  | Győri ETO KC            | 6   | 4 | 1 | 1 | 173 | 156 | + 17 | 09  |
| 2.  | Larvik HK               | 6   | 2 | 2 | 2 | 142 | 147 | − 05 | 06  |
| 3.  | Itxako Reyno De Navarra | 6   | 1 | 3 | 2 | 139 | 139 | ± 0  | 05  |
| 4.  | FC Midtjylland          | 6   | 2 | 0 | 4 | 144 | 156 | − 12 | 04  |

| 3. Februar 2012, Fr. 18:30 Uhr in Ikast, Sportscenter Ikast                  | 2.000 Zuschauer Spielbericht  | FC Midtjylland Torstenson 5               | 22 : 26 (09 : 16) | Larvik HK 6 Sulland                        |
| 4. Februar 2012, Sa. 19:00 Uhr in Estella, Pab.M. Tierra Estella-Lizarreria  | 1.300 Zuschauer Spielbericht  | Itxako Reyno De Navarra Alonso 8          | 26 : 28 (13 : 14) | Győri ETO KC 10 Görbicz                    |
| 12. Februar 2012, So. 15:15 Uhr in Győr, Magvassy Mihaly Sporthalle          | 2.000 Zuschauer Spielbericht  | Győri ETO KC Løke 11                      | 35 : 27 (17 : 13) | FC Midtjylland 8 Troelsen                  |
| 12. Februar 2012, So. 16:45 Uhr in Larvik, Arena Larvik                      | 1.7000 Zuschauer Spielbericht | Larvik HK Blanco 5                        | 23 : 23 (10 : 10) | Itxako Reyno De Navarra 5 Martín Berenguer |
| 18. Februar 2012, Sa. 14:30 Uhr in Ikast, Sportscenter Ikast                 | 1.600 Zuschauer Spielbericht  | FC Midtjylland Jørgensen 5                | 23 : 22 (12 : 10) | Itxako Reyno De Navarra 7 Martín Berenguer |
| 19. Februar 2012, So. 17:15 Uhr in Győr, Magvassy Mihaly Sporthalle          | 2.000 Zuschauer Spielbericht  | Győri ETO KC Görbicz 12                   | 31 : 22 (17 : 09) | Larvik HK 7 Riegelhuth Koren               |
| 24. Februar 2012, Fr. 18:30 Uhr in Ikast, Sportscenter Ikast                 | 2.200 Zuschauer Spielbericht  | FC Midtjylland Torstenson                 | 24 : 29 (14 : 17) | Győri ETO KC 9 Görbicz                     |
| 25. Februar 2012, Sa. 19:00 Uhr in Estella, Pab.M. Tierra Estella-Lizarreria | 1.600 Zuschauer Spielbericht  | Itxako Reyno De Navarra Cabral Barbosa 6  | 19 : 19 (12 : 06) | Larvik HK 6 Riegelhuth Koren               |
| 4. März 2012, So. 16:45 Uhr in Larvik, Arena Larvik                          | 3.150 Zuschauer Spielbericht  | Larvik HK Blanco 5                        | 20 : 27 (12 : 11) | FC Midtjylland 8 Woller                    |
| 4. März 2012, So. 17:15 Uhr in Győr, Magvassy Mihaly Sporthalle              | 2.000 Zuschauer Spielbericht  | Győri ETO KC Görbicz 8                    | 25 : 25 (11 : 13) | Itxako Reyno De Navarra 8 Martin Berenguer |
| 10. März 2012, Sa. 16:45 Uhr in Larvik, Arena Larvik                         | 3.150 Zuschauer Spielbericht  | Larvik HK Sulland 7                       | 32 : 25 (13 : 11) | Győri ETO KC 9 Görbicz                     |
| 10. März 2012, Sa. 19:15 Uhr in Estella, Pab.M. Tierra Estella-Lizarreria    | 1.100 Zuschauer Spielbericht  | Itxako Reyno De Navarra Cabral Barbosa 10 | 24 : 21 (10 : 07) | FC Midtjylland 8 Troelsen                  |

### Gruppe B
| Pl. | Mannschaft                | Sp. | S | U | N | T   | GT  | Diff | Pkt |
| --- | ------------------------- | --- | - | - | - | --- | --- | ---- | --- |
| 1.  | Buducnost                 | 6   | 6 | 0 | 0 | 182 | 149 | + 33 | 12  |
| 2.  | C.S. "Oltchim" Rm. Valcea | 6   | 3 | 1 | 2 | 166 | 163 | + 03 | 07  |
| 3.  | Rokometni Klub Krim       | 6   | 2 | 0 | 4 | 147 | 161 | − 14 | 04  |
| 4.  | Metz Handball             | 6   | 0 | 1 | 5 | 144 | 166 | − 22 | 01  |

| 4. Februar 2012, Sa. 18:00 Uhr in Ljubljana, Arena Stozice             | 3.000 Zuschauer Spielbericht | Rokometni Klub Krim Aćimović 9            | 25 : 31 (13 : 16) | C.S. "Oltchim" Rm. Valcea 8 Özel       |
| 4. Februar 2012, Sa. 19:00 Uhr in Metz, "Les Arenes" Metz              | 4.000 Zuschauer Spielbericht | Metz Handball Mandy 6                     | 27 : 29 (14 : 15) | Buducnost 8 Popović                    |
| 12. Februar 2012, So. 18:00 Uhr in Râmnicu Vâlcea, "Traian" Sport Hall | 2.950 Zuschauer Spielbericht | C.S. "Oltchim" Rm. Valcea Ardean Elisei 5 | 30 : 21 (18 : 12) | Metz Handball 5 Andrjuschina           |
| 12. Februar 2012, So. 19:00 Uhr in Podgorica, S.C. Moraca              | 1.250 Zuschauer Spielbericht | Buducnost Miljanić 10                     | 29 : 21 (13 : 14) | Rokometni Klub Krim 9 Penezić          |
| 18. Februar 2012, Sa. 16:30 Uhr in Metz, "Les Arenes" Metz             | 4.300 Zuschauer Spielbericht | Metz Handball Liščević 6                  | 20 : 21 (08 : 13) | Rokometni Klub Krim 5 Mavsar           |
| 19. Februar 2012, So. 18:00 Uhr in Râmnicu Vâlcea, "Traian" Sport Hall | 3.150 Zuschauer Spielbericht | C.S. "Oltchim" Rm. Valcea Jovanović 4     | 24 : 34 (13 : 18) | Buducnost 9 Popović                    |
| 24. Februar 2012, Fr. 18:30 Uhr in Ljubljana, Arena Stozice            | 2.000 Zuschauer Spielbericht | Rokometni Klub Krim Penezić 7             | 26 : 27 (09 : 14) | Buducnost 6 Popović                    |
| 26. Februar 2012, So. 17:30 Uhr in Metz, "Les Arenes" Metz             | 4.000 Zuschauer Spielbericht | Metz Handball Andrjuschina 6              | 26 : 26 (15 : 15) | C.S. "Oltchim" Rm. Valcea 6 Jovanović  |
| 4. März 2012, So. 18:00 Uhr in Râmnicu Vâlcea, "Traian" Sport Hall     | 3.100 Zuschauer Spielbericht | C.S. "Oltchim" Rm. Valcea Ardean Elisei 8 | 30 : 26 (17 : 15) | Rokometni Klub Krim 5 Franić           |
| 4. März 2012, So. 19:00 Uhr in Podgorica, S.C. Moraca                  | 3.500 Zuschauer Spielbericht | Buducnost Popović 9                       | 32 : 26 (15 : 09) | Metz Handball 7 Liščević               |
| 10. März 2012, Sa. 20:00 Uhr in Ljubljana, Arena Stozice               | 2.150 Zuschauer Spielbericht | Rokometni Klub Krim Penezić 8             | 28 : 24 (14 : 09) | Metz Handball 5 Ognjenović             |
| 11. März 2012, So. 19:00 Uhr in Podgorica, S.C. Moraca                 | 4.000 Zuschauer Spielbericht | Buducnost Bulatović 11                    | 31 : 25 (17 : 15) | C.S. "Oltchim" Rm. Valcea 6 Manaharowa |

## Halbfinale

### Qualifizierte Teams
Für das Halbfinale qualifiziert waren:
| Gruppen 1. Győri ETO KC "Buducnost" | Gruppen 2. Larvik HK C.S. "Oltchim" Rm. Valcea |

Im Halbfinale spielte immer der Gruppenerste gegen den Gruppenzweiten der anderen Gruppe.
Der Gruppenerste hatte das Recht das Rückspiel zu Hause auszutragen.
Die Hinspiele fanden am 31. März und 1. April 2012 statt. Die Rückspiele fanden am 7./8. April 2012 statt.

### 1. Halbfinale
| Mannschaft 1              | Mannschaft 2 | Hinspiel             | Rückspiel            | Gesamt  |
| ------------------------- | ------------ | -------------------- | -------------------- | ------- |
| CS Oltchim Râmnicu Vâlcea | Győri ETO KC | 01.04. So. 18:00 Uhr | 07.04. Sa. 16:00 Uhr | 58 : 62 |
| CS Oltchim Râmnicu Vâlcea | Győri ETO KC | 35 : 31 (13 : 17)    | 23 : 31 (12 : 19)    | 58 : 62 |

#### Hinspiel
CS Oltchim Râmnicu Vâlcea - Győri ETO KC  35 : 31 (13 : 17)
1. April 2012 in Râmnicu Vâlcea, "Traian" Sport Hall, 3.140 Zuschauer.
CS Oltchim Râmnicu Vâlcea: Dinu, Tolnai, Knezović - Curea (7), Brădeanu (5), Nechita (5), Vizitiu (5), Manaharowa (3), Özel  (3), Babeanu (2), Meiroșu   (2), Wetkowa   (2), Manea    (1), Ardean Elisei, Chirilă, Farcău
Győri ETO KC: Haraldsen, Pálinger - Amorim   (10), Görbicz (9), Løke  (6), Kovacsics  (2), Radičević (2), Hornyák  (1), Lekić (1), Gros, Orbán, Planeta, Tóth, Vérten
Schiedsrichter:  Zigmars Stolarovs und Renars Licis
Quelle: Spielbericht

#### Rückspiel
Győri ETO KC - CS Oltchim Râmnicu Vâlcea  31 : 23 (19 : 12)
7. April 2012 in Győr, Magvassy Mihaly Sporthalle, 5.000 Zuschauer.
Győri ETO KC: Haraldsen, Pálinger - Görbicz (12), Løke  (6), Amorim   (5), Lekić   (5), Radičević  (2), Kovacsics (1), Gros, Hornyák   , Orbán, Vérten
CS Oltchim Râmnicu Vâlcea: Dinu, Tolnai, Knezović - Babeanu (3), Manaharowa   (3), Manea (3), Meiroșu  (3), Nechita (3), Özel   (2), Wetkowa  (2), Vizitiu (2), Ardean Elisei (1), Brădeanu    (1), Chirilă, Curea, Jovanović
Schiedsrichter:  Thierry Dentz und Denis Reibel
Quelle: Spielbericht

### 2. Halbfinale
| Mannschaft 1 | Mannschaft 2 | Hinspiel             | Rückspiel            | Gesamt  |
| ------------ | ------------ | -------------------- | -------------------- | ------- |
| Larvik HK    | Buducnost    | 31.03. Sa. 16:45 Uhr | 08.04. So. 19:00 Uhr | 33 : 45 |
| Larvik HK    | Buducnost    | 20 : 22 (12 : 12)    | 13 : 23 (07 : 10)    | 33 : 45 |

#### Hinspiel
Larvik HK - "Buducnost"  20 : 22 (12 : 12)
31. März 2012 in Larvik, Arena Larvik, 2.800 Zuschauer.
Larvik HK: Rantala, Leganger - Riegelhuth Koren (8), Sulland (4), Blanco   (3), Breivang  (2), Johansen (1), Kurtović (1), Larsen  (1), Kristiansen , Medwedewa, N. Mørk, T. Mørk, Wibe
"Buducnost": Woltering, Barjaktarović (1), Vukčević - K. Bulatović    (6), Popović (6), Cvijić   (2), Jovetić (2), A. Bulatović   (1), Đokić (1), Knežević (1), Radović  (1), Savić (1), Gjeorgjijevska, Lazović, Mehmedović, Miljanić 
Schiedsrichter:  Michal Budura und Jaroslav Ondogrecula
Quelle: Spielbericht

#### Rückspiel
"Buducnost" - Larvik HK  23 : 13 (10 : 7)
8. April 2012 in Podgorica, S.C. Moraca, 4.500 Zuschauer.
"Buducnost": Woltering, Barjaktarović, Vukčević - Popović (7), Savić  (4), K. Bulatović  (3), Cvijić   (2), Jovetić (2), Miljanić (2), Đokić (1), Knežević (1), Radović (1), A. Bulatović, Gjeorgjijevska, Lazović , Mehmedović
Larvik HK: Rantala, Leganger - Sulland (3), Blanco (2), Johansen (2), Riegelhuth Koren (2), Kurtović (2), Breivang  (1), Larsen  (1), Kristiansen  , N. Mørk, T. Mørk, Wibe
Schiedsrichter:  Jiri Opava und Pavel Valek
Quelle: Spielbericht

## Finale
Es nahmen die 2 Sieger aus dem Halbfinale teil.
Die Auslosung der Finalspiele fand am 10. April 2012 um 11:00 Uhr (GMT+2) in Wien statt.
Das Hinspiel fand am 5. Mai 2012 statt. Das Rückspiel fand am 13. Mai 2012 statt.
| Mannschaft 1 | Mannschaft 2 | Hinspiel             | Rückspiel            | Gesamt   |
| ------------ | ------------ | -------------------- | -------------------- | -------- |
| Győri ETO KC | Buducnost    | 05.05. Sa. 17:15 Uhr | 13.05. So. 19:00 Uhr | 54 : 54* |
| Győri ETO KC | Buducnost    | 29 : 27 (13 : 12)    | 25 : 27 (12 : 13)    | 54 : 54* |

* ŽRK Budućnost Podgorica gewann die Champions League aufgrund der Auswärtstorregel.

### Hinspiel
Győri ETO KC - "Buducnost"  29 : 27 (13 : 12)
5. Mai 2012 in Győr, Magvassy Mihaly Sporthalle, 5.000 Zuschauer.
Győri ETO KC: Haraldsen, Pálinger - Görbicz (12), Amorim    (4), Løke  (4), Radičević (4), Vérten (3), Lekić  (2), Gros, Hornyák, Kovacsics, Orbán, Planeta, Tóth
"Buducnost": Woltering, Barjaktarović, Vukčević - Popović (14), K. Bulatović  (3), Đokić  (3), Miljanić (2), Savić (2), Jovetić (1), Knežević  (1), Radović (1), A. Bulatović (1), Cvijić     , Gjeorgjijevska, Lazović  , Mehmedović
Schiedsrichter:  Holger Fleisch und Jürgen Rieber
Quelle: Spielbericht

### Rückspiel
"Buducnost" - Győri ETO KC  27 : 25 (13 : 12)
13. Mai 2012 in Podgorica, S.C. Moraca, 4.000 Zuschauer.
"Buducnost": Woltering, Barjaktarović, Vukčević - K. Bulatović   (9), Miljanić   (7), Popović (3), Savić    (3), Knežević (2), Cvijić   (1), Đokić (1), Radović  (1), A. Bulatović , Gjeorgjijevska, Jovetić, Lazović , Tacalie
Győri ETO KC: Haraldsen, Pálinger - Görbicz (9), Amorim  (5), Kovacsics (3), Lekić (3), Radičević  (4), Løke   (2), Gros, Hornyák  , Kurucz, Orbán, Planéta, Vérten
Schiedsrichter:  Martin Gjeding und Mads Hansen
Quelle: Spielbericht

## Statistiken

### Torschützenliste

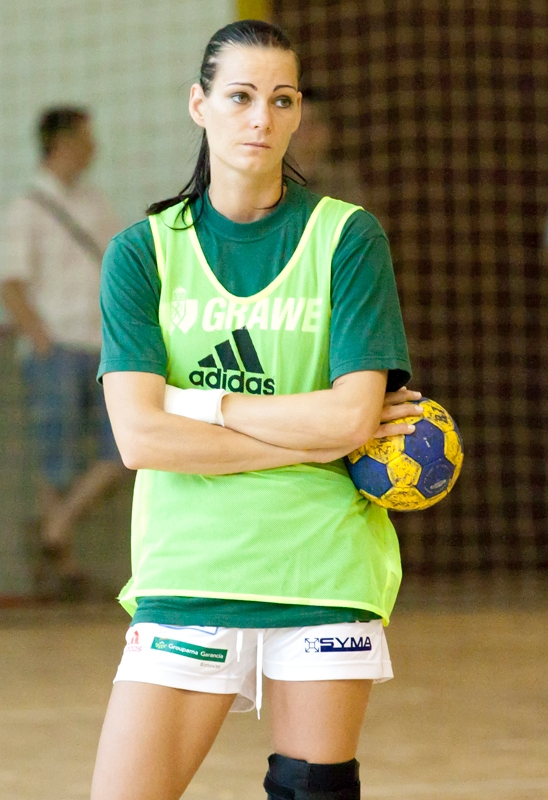
Die Torschützenkönigin Anita Görbicz mit 133 Toren

Die Torschützenliste zeigt die zehn besten Torschützinnen in der EHF Champions League der Frauen 2011/12.
Zu sehen sind die Nation der Spielerin, der Name, die Position, der Verein, die gespielten Spiele, die Tore und die Ø-Tore.
Anita Görbicz war Torschützenkönigin der EHF Champions League der Frauen 2011/12.
| Pl. | Nation     | Spieler                       | Pos. | Verein                  | Sp. | Tore | Ø   |
| --- | ---------- | ----------------------------- | ---- | ----------------------- | --- | ---- | --- |
| 01. | Ungarn     | Anita Görbicz                 | (RM) | Győri ETO KC            | 16  | 133  | 8,3 |
| 02. | Montenegro | Bojana Popović                | (RL) | ŽRK Budućnost Podgorica | 16  | 106  | 6,6 |
| 03. | Montenegro | Katarina Bulatović            | (RR) | ŽRK Budućnost Podgorica | 15  | 97   | 6,5 |
| 04. | Portugal   | Alexandrina Cabral Barbosa    | (RL) | Itxako Reyno De Navarra | 12  | 78   | 6,5 |
|     | Kroatien   | Andrea Penezić                | (LA) | Rokometni Klub Krim     | 12  | 78   | 6,5 |
| 06. | Brasilien  | Eduarda Amorim                | (RL) | Győri ETO KC            | 16  | 75   | 4,7 |
| 07. | Norwegen   | Heidi Løke                    | (KM) | Győri ETO KC            | 16  | 72   | 4,5 |
| 08. | Norwegen   | Linn-Kristin Riegelhuth Koren | (RR) | Larvik HK               | 14  | 69   | 4,9 |
| 09. | Norwegen   | Linn Jørum Sulland            | (RR) | Larvik HK               | 14  | 62   | 4,4 |
| 10. | Montenegro | Jovanka Radičević             | (RA) | Győri ETO KC            | 16  | 62   | 3,9 |